# جبل ريشيري
جبل ريشيري (باليابانية: 利尻山) هو بركان طبقي يعود للعصر الرباعي يقع قبالة ساحل مدينة هوكايدو اليابانية المطلة على بحر اليابان. يخترق البركان بحر اليابان مشكلًا جزيرة ريشيري. ولأن شكله المخروطي يشبه جبل فوجي، يُشار إليه أحيانًا باسم ريشيري فوجي. وهو أحد أشهر 100 جبل في اليابان. يستقبل هذا الجبل مهرجان للتسلق سنويًا بالفترة بين (2-3 يوليو).

## الجغرافيا
يتكون جبل ريشيري من صخور بركانية قاتمة قلوية وغير قلوية تعود إلى أواخر العصر البليستوسيني المتأخر، أي منذ 130 ألفًا إلى 18 ألف عام. وإذا لم تتحقق هذه الفرضية فإن الجبل مغطى بحطام الصخور البركانية الرباعية.

## التسلق
إن صعود جبل ريشيري يشكل تحديًا في بعض الأماكن ولا يناسب المبتدئين في رياضة المشي لمسافات طويلة. يوجد مخيم في منتصف الطريق بين الرصيف الرئيسي وقمة الجبل، ويتوفر كوخ غير مأهول يقع على مسافة قصيرة من القمة، كما ويوجد أيضًا ضريح صغير عند القمة. يُمكن أن تمتد الرؤية إلى هوكايدو وجزيرة ريبون المجاورة وحتى جزيرة سخالين في روسيا في الأيام التي يكون فيها الجو صافيًا.